# Tyler Bilyard
Tyler Bilyard (Great Yarmouth, 8 ottobre 2001) è un mezzofondista britannico.

## Palmarès
| Anno | Manifestazione   | Sede    | Evento          | Risultato | Prestazione | Note |
| ---- | ---------------- | ------- | --------------- | --------- | ----------- | ---- |
| 2024 | Europei di cross | Antalya | Staffetta mista | Bronzo    | 18'02"      |      |

## Campionati nazionali
2017
- Eliminato in batteria ai campionati inglesi under-17, 800 m piani - 1'58"73

2021
- 7º ai campionati inglesi under-23, 800 m piani - 1'53"81

2022
- Argento ai campionati inglesi, 1500 m piani - 3'52"10
- 4º ai campionati inglesi under-23, 800 m piani - 1'52"40
- Eliminato in semifinale ai campionati britannici universitari, 800 m piani - 1'56"20
- 4º ai campionati britannici universitari indoor, 800 m piani - 1'52"38

2023
- 13º ai campionati britannici, 1500 m piani - 3'51"08
- 4º ai campionati britannici indoor, 1500 m piani - 3'49"16
- Oro ai campionati inglesi under-23, 1500 m piani - 3'44"32

2024
- 7º ai campionati britannici, 1500 m piani - 3'40"89

2025
- Bronzo ai campionati britannici indoor, 1500 m piani - 3'39"98

## Altre competizioni internazionali
2024
- 7º ai Mondiali universitari di corsa campestre ( Mascate), cross corto - 8'06"